# Memphis Mansion
Memphis Mansion (tidligere Graceland Randers) er en kopi af Graceland i USA. Den danske kopi ligger i Randers og er opført af Henrik Knudsen. Henrik Knudsen er formand for den danske Elvis Presley-fanklub The Official Elvis Presley Fan Club of Denmark.
Memphis Mansion drives som restaurant, selskabslokale, souvenirshop og Elvis-museum. I 2006 fik Henrik Knudsen navnet Graceland Randers registreret som varemærke og den 14. april 2011 åbnede stedet for publikum.
Samlet løb hele byggeriet op i 26 millioner kroner.
I december 2015 skiftede stedet navn fra Graceland Randers til det nuværende, efter at Elvis Presley Enterprises (EPE), der varetager boet efter Elvis Presley, havde stævnet Henrik Knudsen for brug af 'Graceland' navnet.

## Indvielse
Graceland Randers blev officielt indviet den 15. april 2011, da Randers' borgmester Henning Jensen Nyhuus sammen med Suzi Quatro og USA's tidligere ambassadør i Danmark, James P. Cain, klippede snoren over til husets indgang. Til stede ved indvielsen var også Jørgen de Mylius samt en række af Elvis Presleys gamle venner og medlemmer af Memphis-mafiaen.

## Produkter

### Always Elvis Radio
Always Elvis Radio er en 24 timers online radio, der udover at spille Elvis også bringer interviews, indslag og meget andet om og med Elvis Presley. Radioen startede i 2013 og har lyttere fra hele verden

### MMTV
Memphis Mansion Tv (MMTV) er en række udsendelser, der bliver sendt på facebook med Henrik Knudsen og Sabine Andersen som værter. Programmerne indeholder live-auktioner, salg og nyheder fra Memphis Mansion og Elvis-universet samt spørgsmål fra seerne. MMTV startede under corona-pandemien og er efterhånden blevet et fast element i Memphis Mansion

### Memphis Mansion Podcast
Memphis Mansion Podcast er en række podcast, der bliver præsenteret af Henrik Knudsen og Sabine Andersen og som fortæller om Elvis' liv fra A til Z. Der bliver fortalt alt muligt, både af ting man måske vidste i forvejen og til nørdede ting som de fleste måske ikke vidste om Elvis Presley. Memphis Mansion Podcast sendte deres første podcast ud den 25. april 2022.

### The Elvis Unlimited Television Show
The Elvis Unlimited Television Show er en række udsendelser, der bliver lagt ud på youtube, præsenteret af Henrik Knudsen og Sabine Andersen. Den vil ligesom podcasten fortælle om Elvis' liv fra A til Z.

## Billedgalleri
- Selskabslokalerne på 1. sal
- En del af den omfattende udstilling i museet
- En af de mange plakater
- Det store hus set fra gavlen
- Etablissementet ligger på Graceland Randers Vej nr.3